# Кембриџ (Канзас)
Кембриџ (енгл. Cambridge) град је у америчкој савезној држави Канзас.

## Демографија
По попису из 2010. године број становника је 82, што је 21 (-20,4%) становника мање него 2000. године.
| Група             | 2000.      | 2010.      |
| Белци             | 98 (95,1%) | 80 (97,6%) |
| Афроамериканци    | 1 (1,0%)   | 0 (0,0%)   |
| Азијати           | 0 (0,0%)   | 0 (0,0%)   |
| Хиспаноамериканци | 0 (0,0%)   | 1 (1,2%)   |
| Укупно            | 103        | 82         |